# Saint-Remy (Vosges)
Saint-Remy é uma comuna francesa na região administrativa de Grande Leste, no departamento de Vosges. Estende-se por uma área de 12,25 km². Em 2010 a comuna tinha 531 habitantes (densidade: 43,3 hab./km²).